# Quintana-Insel
Die Quintana-Insel (französisch Île Quintana) ist eine kleine und isolierte Insel vor der Graham-Küste des Grahamlands auf der Antarktischen Halbinsel. Sie liegt 10 km nordöstlich der Betbeder-Inseln im südwestlichen Teil des Wilhelm-Archipels.
Teilnehmer der Vierten Französischen Antarktisexpedition (1903–1905) unter der Leitung Jean-Baptiste Charcots kartierten sie in Verbindung mit der westnordwestlich gelegenen Insel Mazzeo Island und dem 1,4 km nördlich entfernten Bergel Rock als Inselgruppe. Charcot benannte sie nach Manuel Quintana (1836–1906), Präsident Argentiniens von 1904 bis 1906.